# قلعة لوثر
قلعة لوثر (بالإنجليزية: Lowther Castle) هي منزل ريفي في مقاطعة واستمورلند التاريخية، والتي تشكل الآن جزءًا من مقاطعة كمبريا الحديثة، في إنجلترا.
تنتمي القلعة إلى عائلة لوثر الأرستقراطية في العصور الوسطى. وهي مفتوحة للسياح بما في ذلك حدائقها منذ عام 2011.
أقام فرانسيس كنوليس و ماري، ملكة اسكتلندا في قلعة لوثر في 13 يوليو 1568 وهما في طريقها إلى وارتون وقلعة بولتون.

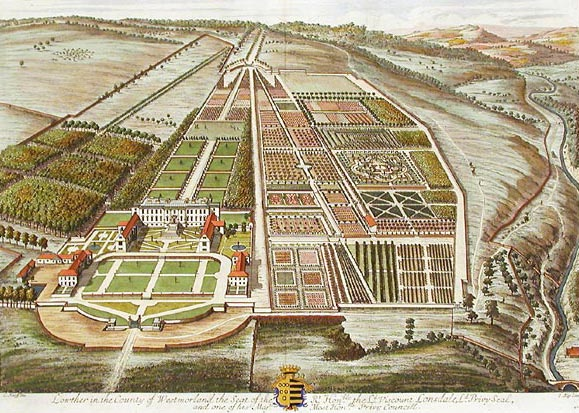
لوثر هول في أوائل القرن الثامن عشر

في أواخر القرن السابع عشر، قام جون لوثر أول كونت للونسدايل ببناء مقر لعائلته عرف لاحقاً باسم لوثر هول. المبنى الحالي عبارة عن قصر على طراز القلعة شيده روبرت سميرك لوليام لوثر، إيرل لونسديل الأول بين عامي 1806 و1814. ثم انخفضت ثروة العائلة بسبب إسراف هيو لوثر إيرل لونسديل الخامس، وهو أحد الشخصيات الاجتماعية الشهيرة، وأُغلقت القلعة في عام 1937. وخلال الحرب العالمية الثانية، أُستخدمت من قبل فوج دبابات. وأُزيلت محتوياتها في أواخر الأربعينيات وأزيل السقف في عام 1957.
عند زيارة الرحالة جورج ماكارتني للمنتجع الصيفي للإمبراطور الصيني في تشنغده عام 1793، وصف قلعة لوثر هول بأنها الشيء الوحيد الذي يمكن مقارنته بقصر الإمبراطور قائلاً:
إذا كان يمكن القول أن هناك مكاناً في أنجلترا، يتمتع بميزات مماثلة للحديقة، التي رأيتها هذا اليوم، فإنها لوثر هول في ويستمورلند.

في القرن التاسع عشر، سُميت سفينة لشركة الهند الشرقية، أتش سي أس لوثر كاستل، تيمناً باسم القلعة.

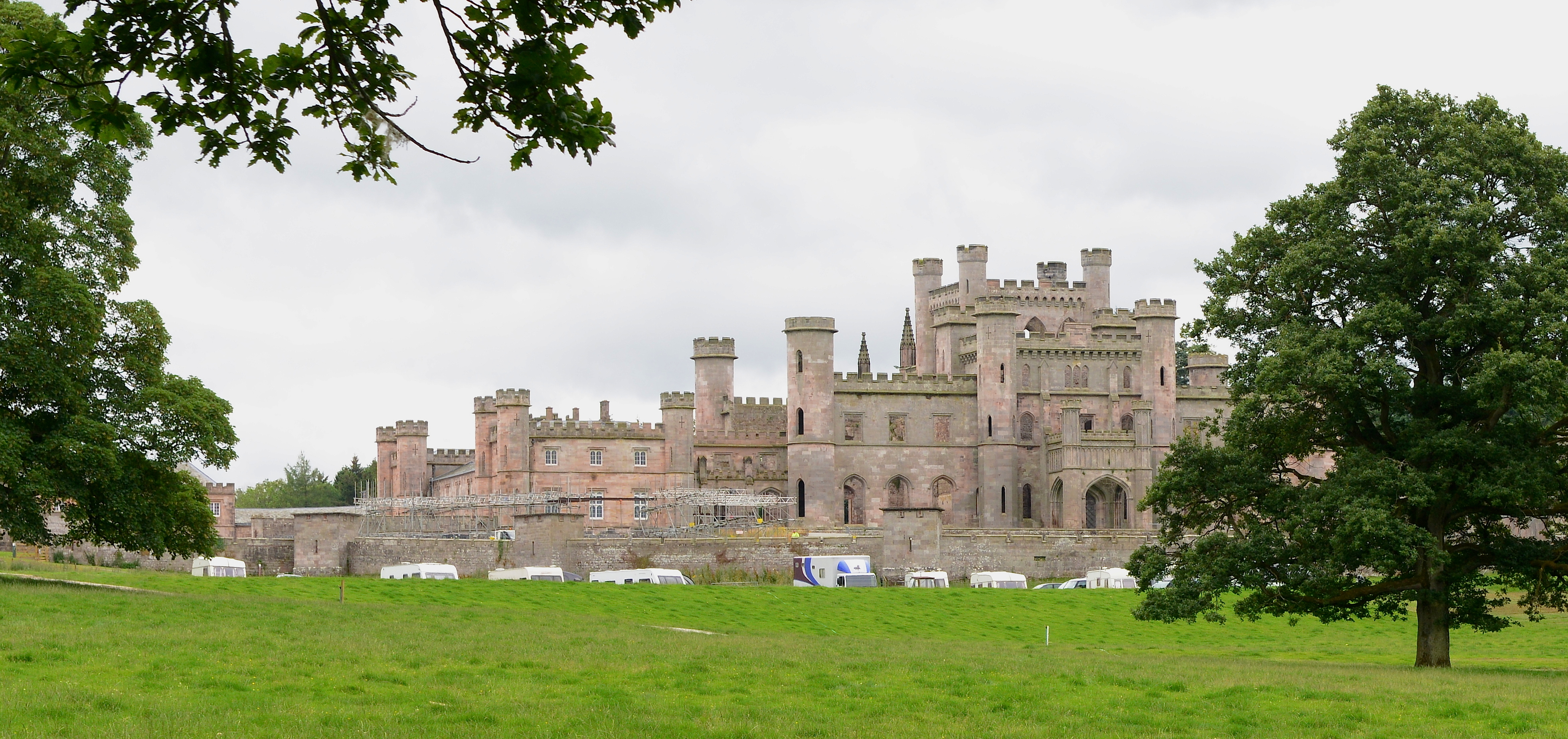
قلعة لوثر

## تاريخ
تأسست المستوطنة الأصلية في الموقع في عام 1150 من قبل دولفن دي لوثر، وهو نبيل ينحدر من شعب الدانلو المتفرع عن الفايكنغ.

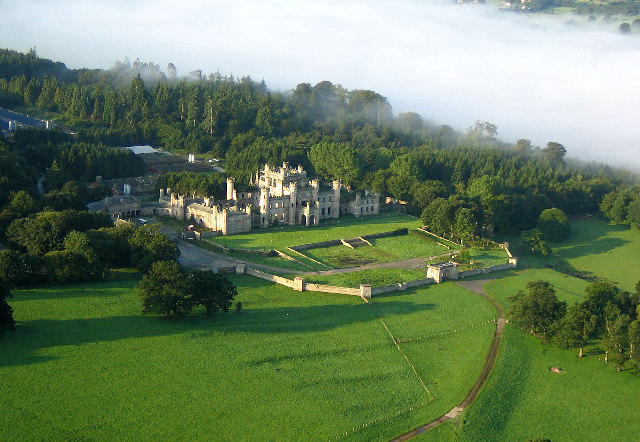
القلعة يحدها نهر لوثر

### وليام وأوغستا لوثر، إيرل وكونتيسة لونسدال الأول

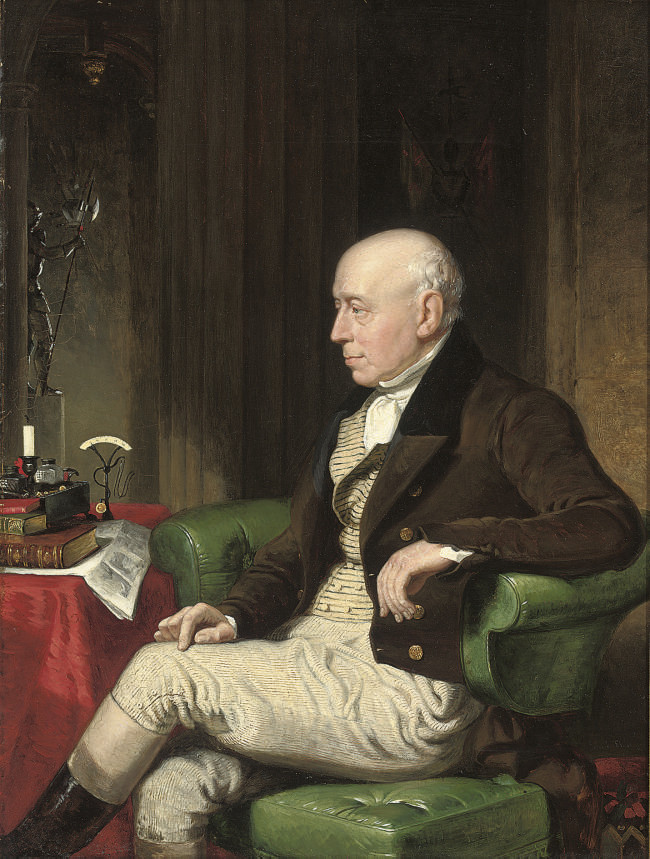
وليام لوثر أول إيرل للونسديل.

وُلد ويليام لوثر عام 1757، وكان يبلغ من العمر 52 عامًا تقريبًا عندما بنى قلعة لوثر. كان الابن الأكبر للقسيس السير ويليام لوثر وآن زوش. تلقى تعليمه في جامعة كامبريدج، وفي عام 1780 أصبح عضوًا في البرلمان عن عمر يناهز 23 عامًا. وبعد مرور عام، تزوج من السيدة أوغوستا فين، ابنة يوحنا التاسع إيرل ويستمورلاند. كان نائبا في البرلمان لمدة 22 عاما حتى عام 1802، عندما ورث عقارات ابن عمه السير جيمس لوثر.

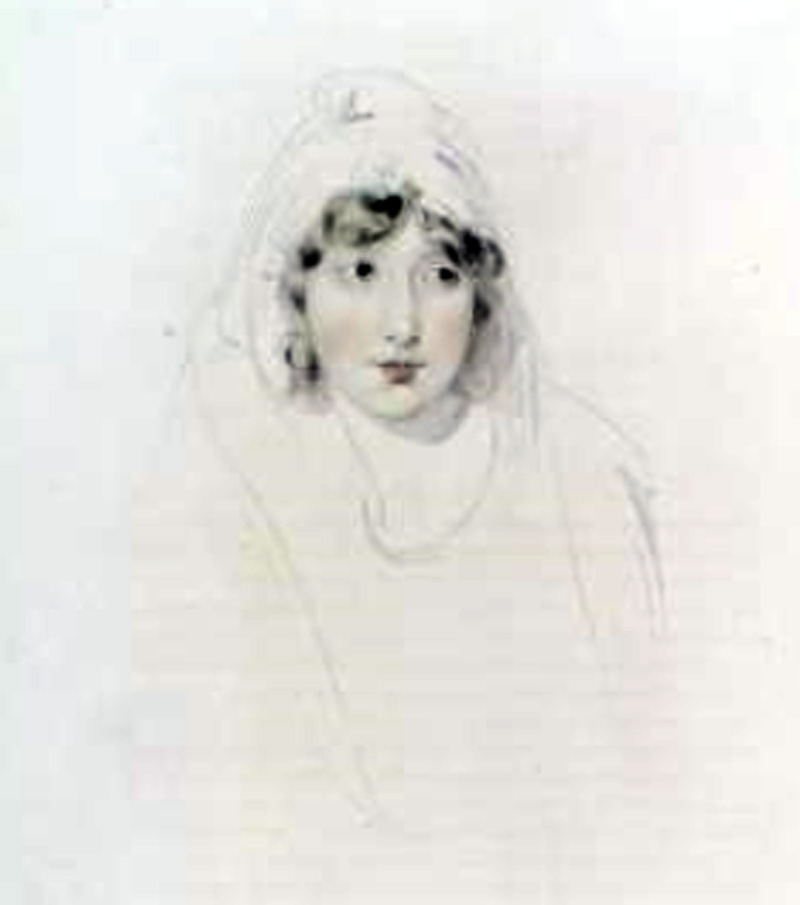
أوغوستا كونتيسة لونسديل بريشة السير توماس لورانس.

كان للسير جيمس لوثر تاريخ سيئ السمعة إلى حد ما. فقد كان عليه دين كبير لوالد ويليام وردزورث ورفض سداده على الرغم من الطلبات العديدة من العائلة. عندما توفي السير جيمس لوثر في عام 1802 ورث ويليام ثروته، قام على الفور برد الأموال إلى عائلة وردزورث مع الفائدة. كما صادق ويليام وردزورث وساعده ماليًا. وكثيرا ما أقام وردزورث في قلعة لوثر. والعديد من رسائله المنشورة مكتوبة من هناك.
كتب وردزورث عدة قصائد لوليام. جزء من شعره عن قلعة لوثر كما يلي:
"لوثر! في كومة الحجارة المهيبة الخاصة بككاتدرائية البهاء والنعمة باتفاق الجميعمع القصر الباروني للقلعة البارونية "
كانت السيدة أوغوستا لونسديل، زوجة ويليام، هي أيضًا راعية للفنون، واحتفظت بألبوم كتب فيه بعض الشعراء الذين يزورون قلعة لوثر أبيات شعرية. كتبت وردزورث قصيدة طويلة على شرفها في الألبوم. ضَمنها في أعماله المنشورة.

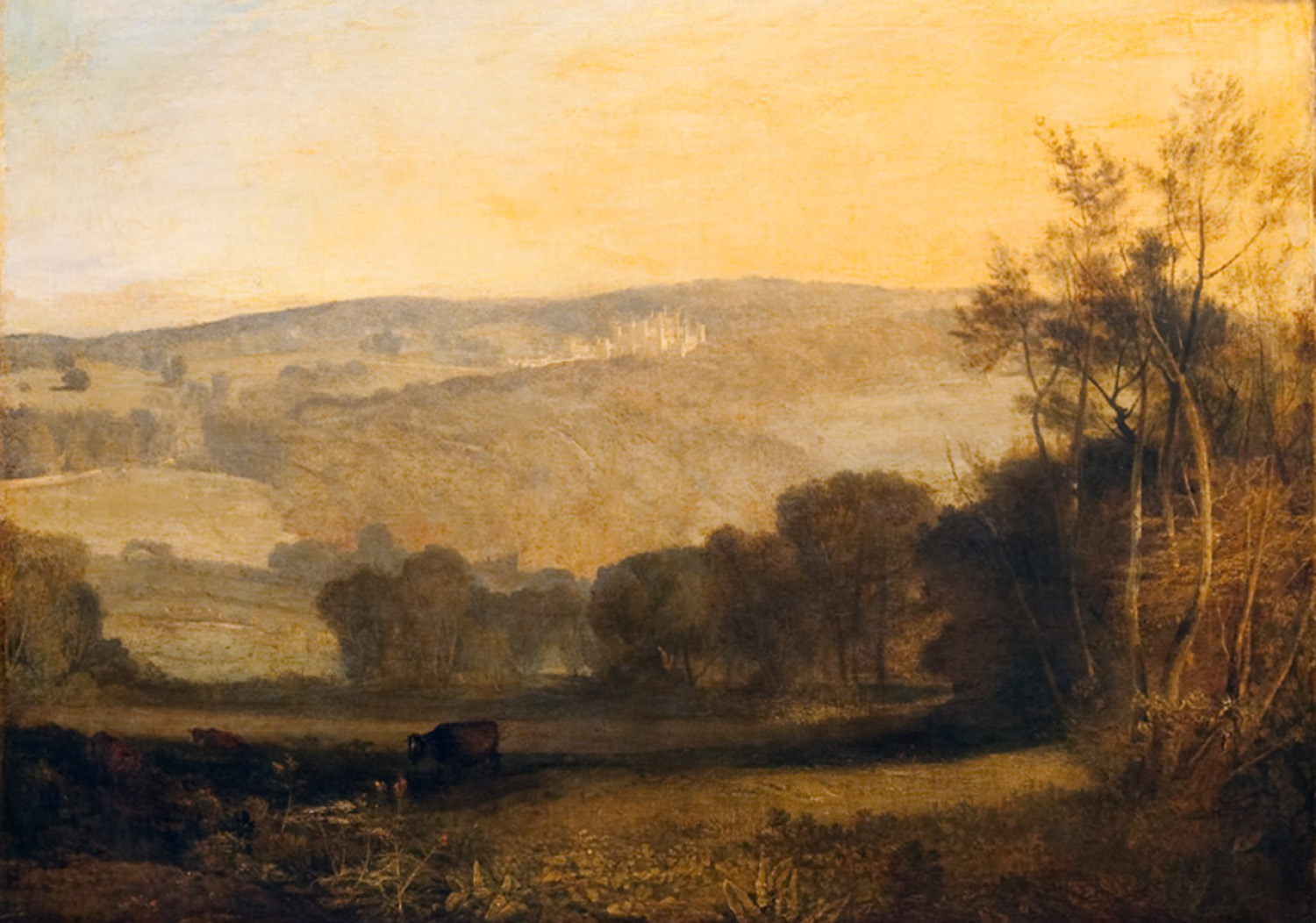
قلعة لوثر مساءً. بريشة تورنر

### هيو وجريس لوثر، إيرل وكونتيسة لونسديل

هيو لوثر، إيرل لونسديل الخامس

وُلد هيو سيسيل لوثر عام 1857 وكان عمره 25 عامًا فقط عندما ورث القلعة. لكونه الابن الثاني لإيرل، لم يكن يتوقع أن يخلف والده، وبالتالي لم يكن متعلمًا بشكل مناسب. وكان في إيتون لمدة عامين فقط وغادرها في سن الثانية عشرة، وبعد ذلك أمضى وقته في ممارسة الرياضة. 
في عام 1878 ، قبل أربع سنوات من حصوله على ميراثه، تزوج هيو من الليدي جريس جوردون، الابنة الثالثة لمركيز هنتلي، التي كانت تكبره بثلاث سنوات. عارضت عائلتها الزواج، حيث لم يكن هيو آنذاك ثريًا وبدا غير مسؤول. ثبت أن تقييمهم لشخصيته صحيح، حيث استثمر في العام التالي قدرًا كبيرًا من المال في الماشية في أمريكا. قبل أن ينهار مشروعه فاضطرت عائلة لوثر لإنقاذه.
ثم عاش الزوجان بالقرب من أوكهام وأصبحت جريس حاملًا لكنها عانت من الاجهاض أثناء الصيد وفقدت الطفل. بعد ذلك لم تكن قادرة على الإنجاب وبقيت عاجزة جزئياً لبقية حياتها.
بعد أن حصل على ميراثه في عام 1882، انغمس هيو في شغفه. فاشترى خيولًا كستنائية وعرباتًا باسراف شديد. علل ذلك بأنه بسبب عدم قدرته على الإنجاب، كان آخر فرد عائلة لوثر. وبهذا تجاهل حقوق شقيقه الأصغر لانسلوت، الذي كان من المقرر أن يرث التركة من بعده.
وبسبب إسرافه اضطر إلى بيع بعض ممتلكاته الموروثة. في عام 1921 بِيعت قلعة وايتهيفن، وفي عام 1926 بِيعت قلعة بارليثورب في روتلاند. وفي نفس العام، أغلقت مناجم الفحم العائدة له في غرب كمبرلاند. وفي عام 1935، غادر قلعة لوثر لأنه لم يعد قادرًا على العيش هناك، وانتقل إلى سكن أصغر بكثير. توفيت جريس في عام 1941 وبعد ذلك بثلاث سنوات في عام 1944 توفي هيو عن عمر يناهز 87 عامًا.

### إغلاق قلعة لوثر
في عام 1939 أو 1940 إستولت القوات المسلحة على القلعة من أجل المجهود الحربي، واستخدمت لتطوير الدبابات. ثم أعيدت إلى الأسرة عام 1954. ولم تكن الأسرة قادرة على تحمل تكاليف استخدامها أو صيانتها، وعرضت التنازل عنها إلى الصندوق الاستئماني الوطني ومؤسسات أخرى. ومع ذلك، في السنوات التي أعقبت الحرب، لم يجدوا من يأخذها. ولتجنب الضرائب جردوا القلعة وأزالوا سقفها.
كان هيو لوثر آخر سكان قلعة لوثر. ورث شقيقه لانسلوت، التركة في عام 1944؛ ولكن بسبب ديون هيو الكبيرة، اضطر إلى بيع العديد من كنوز العائلة. أُجري مزاد بيع كبير في عام 1947. ثم توفي لانسلوت عام 1953 وخلفه حفيده جيمس.
رغب جيمس في تطوير العقارات وركز على الزراعة. رأى قلعة لوثر على أنها إسراف. وبعد عودته من الحرب العالمية الثانية، قال: "لقد كان مكانًا يجسد التدهورالإمبراطوري الجسيم خلال فترة الفقر المدقع". دمر استخدام الجيش للقلعة الجيش أراضي ومباني رئيسية فيها خلال الحرب، وكانت القلعة فارغة لسنوات عديدة. قدم جيمس القلعة كهدية لثلاث سلطات محلية، لكن الجميع رفضوا. في ذلك الوقت، كانت الخيار الوحيد للمنازل الريفية الكبيرة هي فتحها للجمهور أو هدمها. وفي مواجهة الرسوم الضريبية البالغة 25 مليون جنيه إسترليني، لم يستطع تحمل تكلفة الأولى، لذلك قرر إزالة السقف وهدم الكثير من الأعمال الحجرية. وبحسب صاحب القلعة، "بقيت الواجهة والجدران الخارجية فقط".

## إعادة الافتتاح
في عام 2000، كُلف فريق من المؤرخين ومهندسي المناظر الطبيعية والمهندسين المعماريين والمدنيين لمراجعة حالة القلعة وأراضيها. وفي عام 2005، شُكلت شراكة غير رسمية بين وكالة التنمية الشمالية الغربية، و مؤسسة التراث الإنجليزي، وكومبريا فيجن والجمعية الملكية البستانية لتجديد الموقع. كانت أهداف هذه الشراكة إعادة تجديد الأماكن المدمرة في القلعة، وفتح الموقع للجمهور. وبالفعل افتتح الموقع للجمهور في 22 أبريل 2011.